# Núcleo monolítico

Diagrama de interação de um núcleo monolítico (ou mono-bloco).

O núcleo monolítico é uma arquitetura de núcleo onde todo o núcleo é executado no espaço de núcleo no modo de supervisão. Ou seja, é um kernel que possui todos os códigos de suporte necessários. Em comum com outras arquiteturas (micronúcleo, núcleo híbrido), o núcleo define uma camada de alto nível de abstração sobre o hardware do computador, com um conjunto de primitivas ou chamadas de sistema para implementar os serviços do sistema operacional como gerenciamento de processos, concorrência e gestão de memória em um ou mais módulos.
Mesmo que cada módulo de manutenção dessas operações seja separada de uma forma geral, é muito difícil fazer o código de integração entre todos estes módulos, e, uma vez que todos os módulos executam num mesmo espaço de endereçamento, um erro em um módulo pode derrubar todo o sistema.
Alguns exemplos de sistemas que utilizam este tipo de núcleo:
- BSD
- Linux
- MS-DOS e derivados, incluindo Windows 3.x, Windows 95, Windows 98 e Windows ME
- Solaris